# Quang Binh

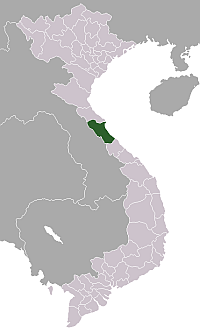
Mapa Vietnamu s vyznačeným Quang Binhem (provincie)

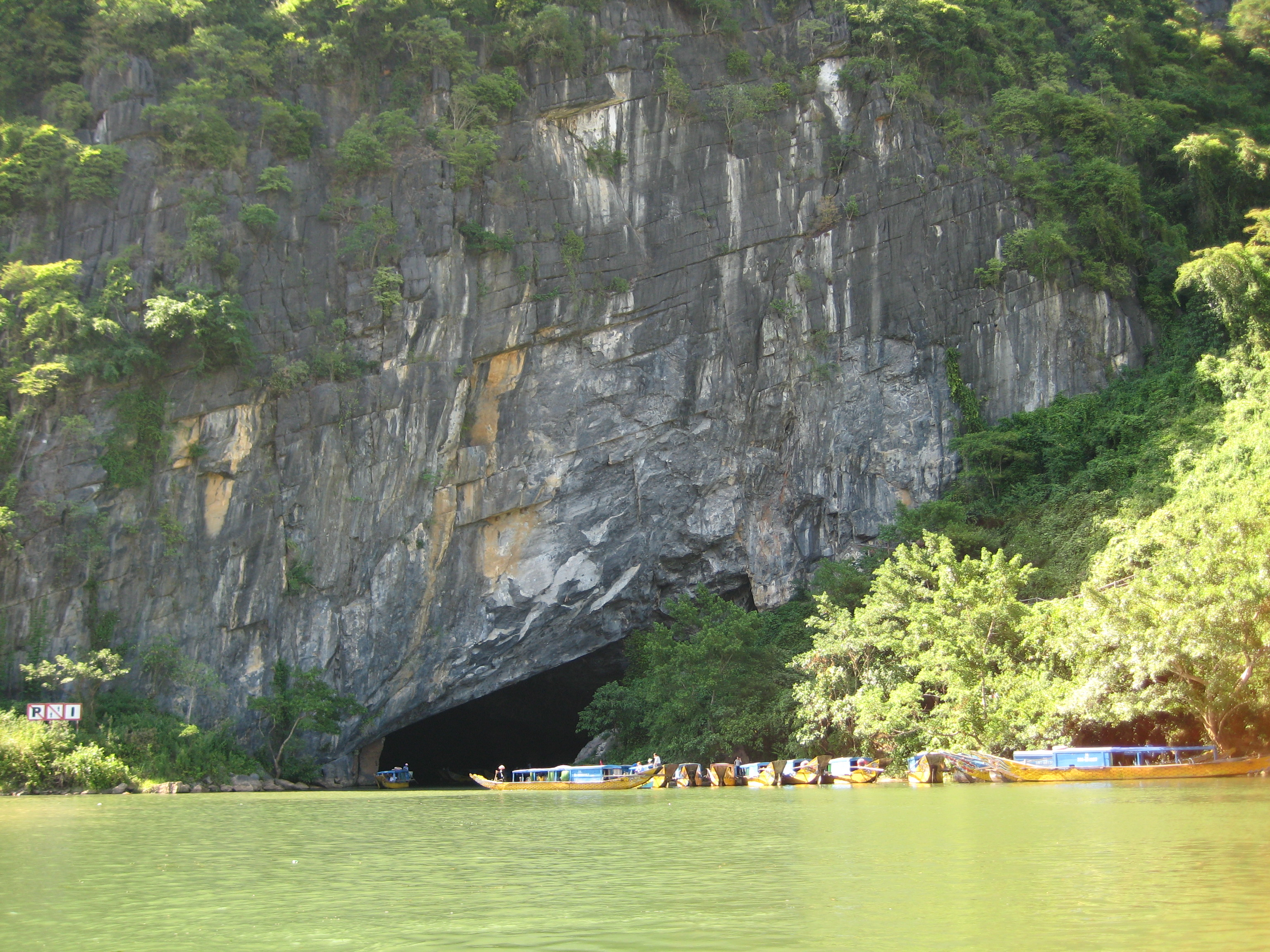
Phong Nha-Ke Bang.

Quang Binh (vietnamsky Quảng Bình) je provincie ležící v severní části Vietnamu, leží mezi řekami Nhat Le a Gianh. Obyvatelstvo je převážně Vietnamské. Quang Binh je také velice turisticky atraktivní město a koná se v něm hodně festivalů. Nachází se tady také Phong Nha-Ke Bang ze seznamu světového dědictví UNESCO.
- Hlavní město: Dong Hoi
- Rozloha: 8051,8 km²
- Počet obyvatel: 831,600
- Průměrná teplota: 23,4 °C

## Rozdělení
Quang Binh je rozdělení na dvě velká města (Dong Hoi) a 6 krajů:
- Lệ Thủy
- Quảng Ninh
- Bố Trạch
- Quảng Trạch
- Tuyên Hóa
- Minh Hóa